# Huỳnh đàn
Huỳnh đàn hay Huỳnh đàng, Huỳnh đường, (có danh pháp khoa học là: Dysoxylum loureirii) là một loài thực vật có hoa trong họ Meliaceae. Loài này được (Pierre) Pierre ex Laness. mô tả khoa học đầu tiên năm 1886.
Thân gỗ lớn có tới 30-35m, cành non thường có phủ lớp lông. Lá kép lông chim lẻ mọc cách, mỗi lá kép có từ 5-9 cặp lá chét mọc đối. Lá chét mặt trên nhẵn, mặt dưới có lông, phiến lá chét có phiên hình bầu dục, đầu phiến nhọn, đuôi phiến lệch, phiến lá chét dài khoảng 8–15 cm.
Cây cho gỗ giác màu vàng nhạt, gỗ lõi thường thẫm hơn. Gỗ có mùi thơm có thể cất lấy tinh dầu hoặc dùng làm hương (nhang) đốt. Thường dùng gỗ đóng các đồ nội thất cao cấp.
Phân bố tự nhiên trong rừng thường xanh ở Campuchia, Việt Nam (từ Nghệ An trở vào tới Đồng Nai, Tây Ninh).